# Salnaubach
Der Salnaubach ist ein Bach in der Gemeinde Ulrichsberg in Oberösterreich. Er ist ein Zufluss der Großen Mühl.

## Geographie
Der Bach entspringt auf einer Höhe von 617 m ü. A. Er weist eine Länge von 1,36 km auf. Er mündet auf einer Höhe von 572 m ü. A. linksseitig in die Große Mühl. In seinem 1,36 km² großen Einzugsgebiet liegen Teile des namensgebenden Dorfs Salnau und des Gemeindehauptorts Ulrichsberg sowie das Dorf Lichtenberg.

## Umwelt
Im Bereich der Einmündung des Salnaubachs weist die Große Mühl nur eine geringe Unterwasservegetation auf. Der Salnaubach ist Teil der 22.302 Hektar großen Important Bird Area Böhmerwald und Mühltal. Der Mündungsbereich gehört zum 9.350 Hektar großen Europaschutzgebiet Böhmerwald-Mühltäler.